# Présidence britannique du Conseil de l'Union européenne en 2005
Présidence luxembourgeoise du Conseil de l'Union européenne en 2005 Présidence autrichienne du Conseil de l'Union européenne en 2006
La présidence britannique du Conseil de l'Union européenne en 2005 désigne la sixième présidence du Conseil de l'Union européenne, effectuée par le Royaume-Uni depuis son adhésion à l'Union européenne en 1973.
Elle fait suite à la présidence luxembourgeoise de 2005 et précède la présidence autrichienne du premier semestre 2006.
Du fait du référendum sur le Brexit de juin 2016, il s'agit de la dernière présidence britannique, la suivante, devant se dérouler durant le second semestre de 2017, a été renoncé par le gouvernement britannique de Theresa May,. C'est l'Estonie qui reprend cette présidence.